# グループGT3

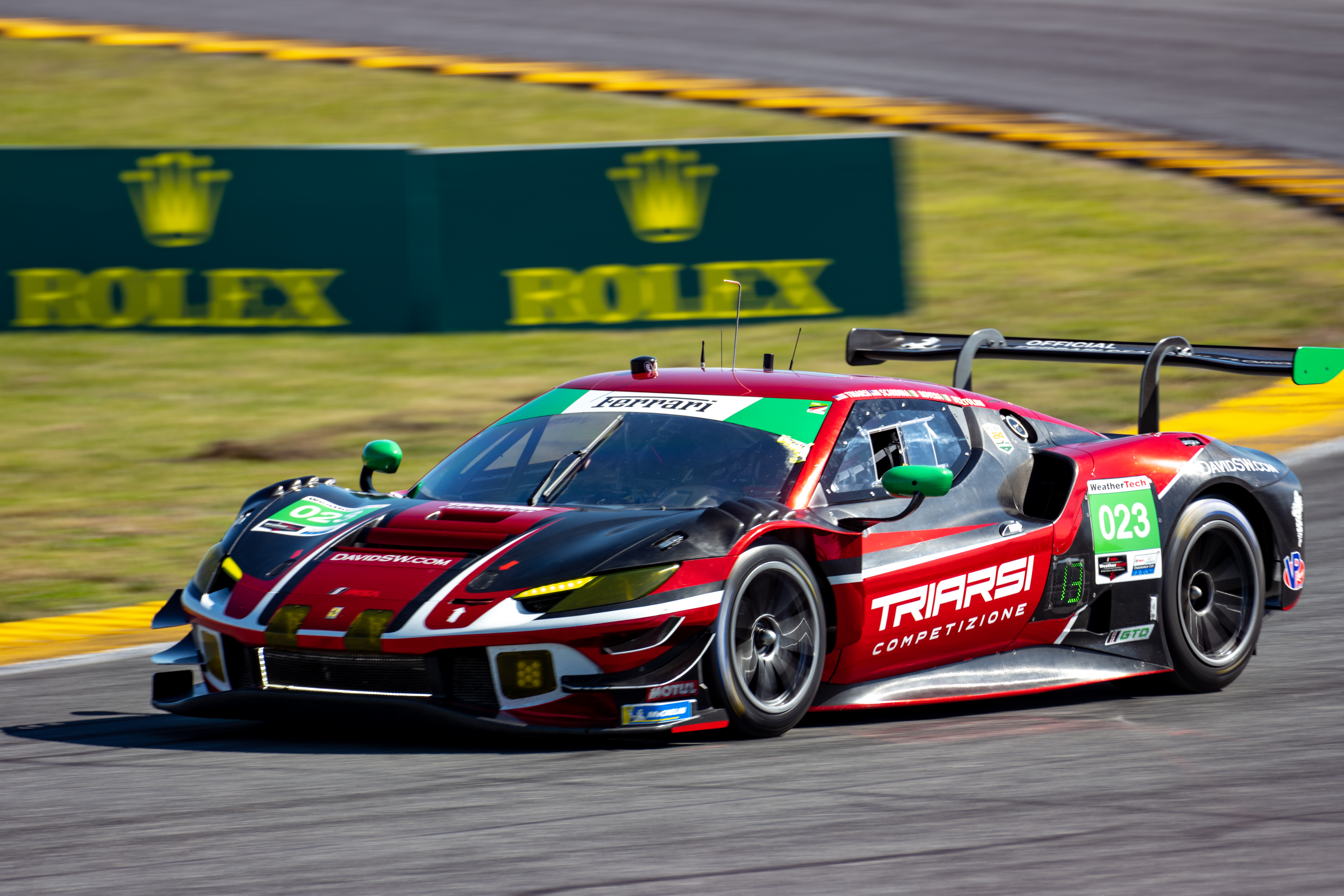
フェラーリ・296 GT3（2023年）

グループGT3（グループジーティースリー）は、自動車レースに使用する競技車両のカテゴリーの1つである。2005年に、当時存在していたGT1クラス、GT2クラスの下位カテゴリーとして設立された。FIAによる正式な呼称は「Groupe GT3（グループ GT3）」であるが、日本国内ではあまり一般的な呼び方ではなく、単に「GT3」か、SUPER GTのJAF GTとの対比で「FIA GT」と呼ぶことが多い。

## 概要
FIA GT選手権のオーガナイザーであったSRO モータースポーツ グループ（SRO）がFIAのもと発起・運用しているGT規定で、FIA車両規定のカテゴリIIに所属する。定義上は「カップグランドツーリングカー」。市販の2シーター、または2×2シータークーペを改造した車両がホモロゲーション（公認）の対象となる。当初はグループGT2規定とポルシェ・カレラカップなどのワンメイクレースの中間に位置するアマチュア向けのカテゴリー設立を目指していたが、上位のカテゴリーが相次いで消滅した結果、2012年にはGTレースの頂点を争うカテゴリにまで成長した。ただし、アマチュア向けとしてマシンの高コスト化などに十分配慮して作られた当初のレギュレーションは現在でもその性格を多分に残しており、特にバランス・オブ・パフォーマンス（BOP）と呼ばれる独自のマシン性能調整システムはこのグループGT3レギュレーションにおける最大の特徴といえる。なおIMSAは、風洞やエンジンベンチなどBoPの準備やメーカーが公認を出すことを条件に専用のギヤ比に設定されたギヤボックスの使用を独自で行っている。また、ニュルブルクリンク耐久選手権は、独自の性能調整を行っている。
パワーウェイトレシオは以前はGT2（LM-GTE）マシンとほぼ同等であったが、近年はほぼ重さが同じになったため、馬力で勝るGT3が直線で優位である。ただし空力はLM-GTEが優れており、ラップタイムは僅かにLM-GTEの方が速いことが多い。
現在世界中のスポーツカーレース運営者が相次いでGT3マシンを導入しており、ニュルブルクリンク24時間、スパ・フランコルシャン24時間、デイトナ24時間、セブリング12時間、バサースト12時間、ドバイ24時間、鈴鹿1000kmなどといった主要耐久レースで導入されており、そのほとんどで総合優勝を争うことができる。FIA 世界耐久選手権（WEC）で2024年よりLMGT3クラスが新設されたため、WECの一戦であるル・マン24時間にも同年より参戦が可能になる。
日本では、SUPER GT・GT300クラス、スーパー耐久・ST-XクラスにおいてGT3クラス車両の導入が認められている。また2017年にSUPER GTの鈴鹿1000kmが、GT3及びJAF-GTマシンで総合優勝を争う『鈴鹿10時間』にリニューアルされることが決定した。
GT3レースの序列はマカオGPのGT3レースであるFIA GTワールドカップを頂点に、スパ24時間やセパン12時間、鈴鹿10時間といったビッグレースが並ぶIGTC（インターコンチネンタル・GTチャレンジ）、欧州とアジアで開催されるGTワールドチャレンジという順番になっており、これらには公式にもワークスチームの参戦が認められている。
一方でマシンのプロトタイプ化が進んでいることに歯止めをかけるため、2018年3月に新規ホモロゲーション取得車には12か月以内に10台、24か月以内で20台の販売を義務付けることが決まった。

## 沿革
- 2005年 - SROによりGT3発足。
- 2009年 - GT3がニュルブルクリンク24時間レースに登場、GT2勢を破りフォード・GT GT3がポールポジションを獲得して注目を浴びる[5]。
- 2011年 - ブランパン耐久シリーズ（英語版）開幕。スパ・フランコルシャン24時間レースがブランパンの一戦に組み込まれる。SUPER GTのGT300クラスでGT3（BMW・Z4）が初めてチャンピオンになる。
- 2012年 - グループGT1の消滅により、FIA GT1世界選手権をGT3車両で開催。ニュル24時間でアウディ・R8 LMSがGT3初の総合優勝。
- 2013年 - FIA GT1世界選手権がFIA GTシリーズに移行、GT3メインが明確化される。
- 2014年 - FIA GTシリーズがブランパンスプリントシリーズに移行、ブランパン耐久シリーズと合わせてブランパンGTシリーズ発足。
- 2016年-  IGTC（インターコンチネンタルGTチャレンジ）が開幕。IMSA・ユナイテッド・スポーツカー選手権のGTDクラスのGT3化が完了される。
- 2017年 - ブランパンGTシリーズ・アジア開幕。
- 2018年 - IGTCの1戦で鈴鹿10時間レース開催。
- 2022年 - 大規模なレギュレーション変更と[6]、IMSA・ユナイテッド・スポーツカー選手権のGTLMクラスに代わって、GTD Proクラスが導入される。
- 2024年 - FIA 世界耐久選手権（WEC）、ヨーロピアン・ル・マン・シリーズ（ELMS）に、LMGTEクラスに代わってLMGT3クラスが導入される。

## レギュレーション

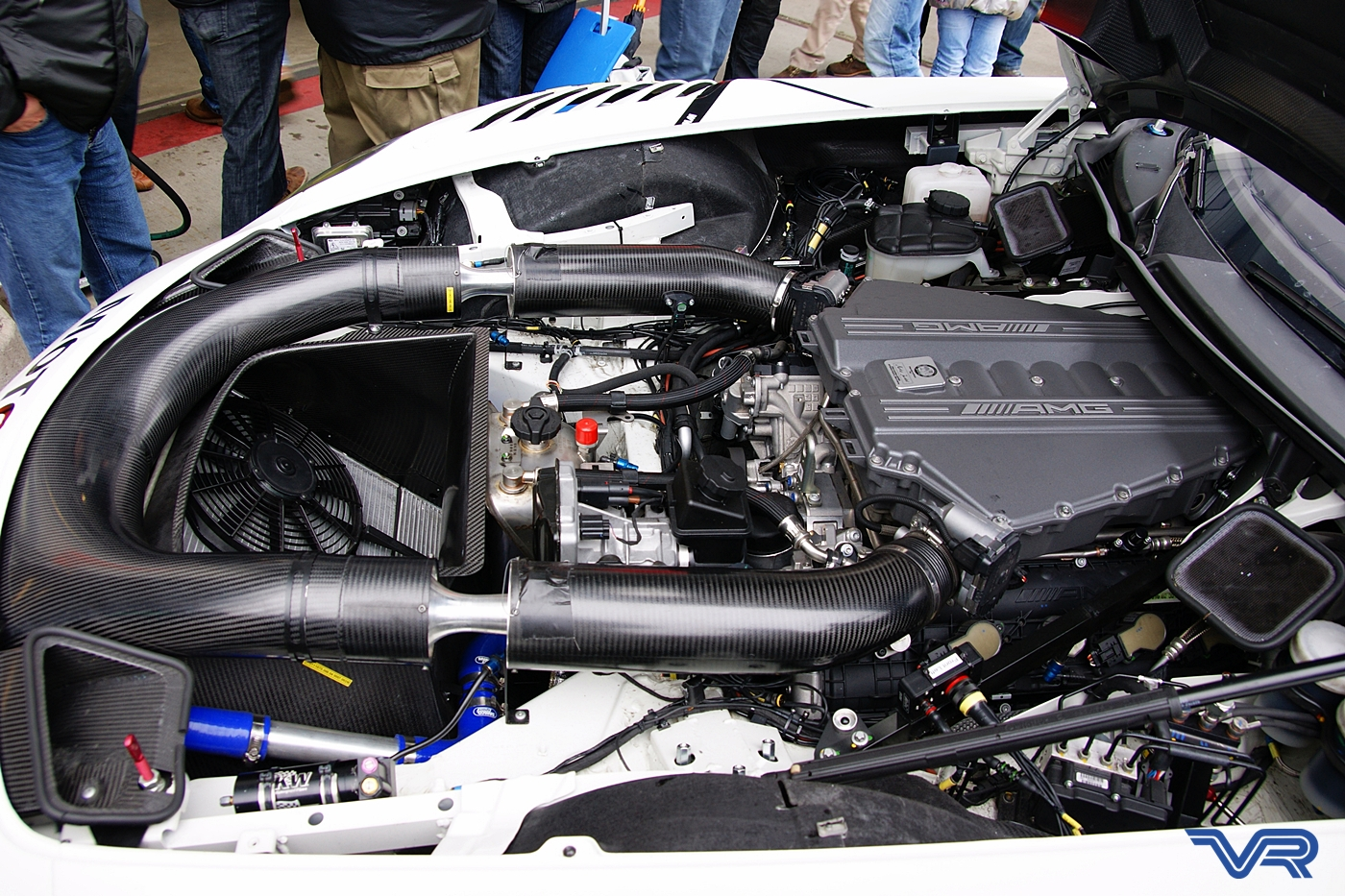
リストリクターが装着されたメルセデス・SLS AMG GT3のエアインテーク

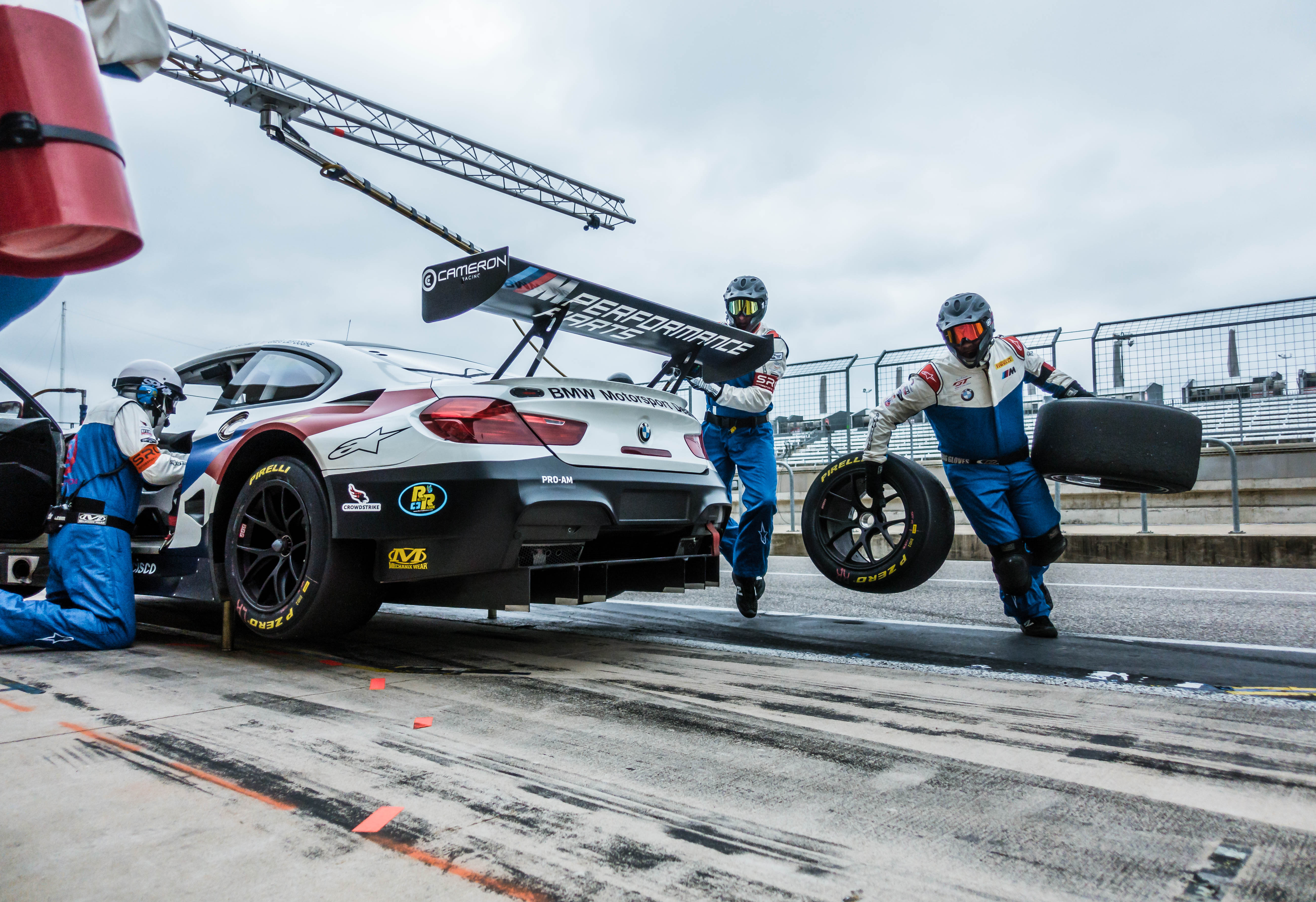
2019年、COTAで開催のGTワールドチャレンジ・アメリカ開幕戦で、両脇にタイヤを抱えて走るピットクルー。GT3カーがエントリー可能なレースでは、コスト削減を目的に、レギュレーションでピット作業を行うクルーの人数に制限を設けていることが多い

元々性能調整を前提としたカスタマー向けの規定であるためレギュレーションで定められている部分は少なく、非常に緩いが、プロトタイプ車の出走を防ぐためベースとなる市販車が年間200台以上の生産が無ければホモロゲーションの取得は禁止されている。以前は低価格重視であったためJAF-GTやGT2などに比べるとそれほど改造はされていなかったが、現在はGT規定の最高峰となりワークス参戦も増えたためベース車両とは別車両レベルの改造に達している。エンジンは条件を満たせばベース車両メーカーの他のエンジンに換装が可能。レギュレーションで定められているものとしては材質（チタニウムはオリジナルな部品に使用されているもの以外は禁止）、テレメトリー禁止、運転補助の電子的安定制御システム禁止、車重制限およびバラスト規定、エンジンコントロールユニット（ECU）へのアクセス保証、自然吸気エンジン搭載車と15年以前のターボ車は吸気リストリクターの装備、15年以降に公認されたターボエンジン搭載車はブースト圧の制限、排気音110dB以下、燃料補給の規定、始動装置装備、灯火類の規定、アンチロックブレーキシステム（ABS）機能制限などである。チタニウムなどの高価な材料や複雑な電子装置を禁止し車両のコストを制限する規定が中心であり、出力もリストリクターによってイコールコンディションとなるように制限されている。FIA GTコミッティは、車両同士の性能均衡を保つために個々の車両の重量制限や過給圧を調節する権限を留保している。大型スポーツクーペと本格スポーツカーとのバランス調整に課題があるとされ、このアンバランスな状況を打開するため、スポーツカーをFIA 世界耐久選手権（WEC）やIMSAウェザーテック・スポーツカー選手権のGTル・マンクラスで採用されている、LM-GTE規定のような厳格な技術規則の対象とする一方で、スポーツクーペは比較的自由度の高い現在のGT3レギュレーションを適用されることになるが、使用するエンジンは生産モデルに搭載されるものをベースとすることに変更される。理由として近年はメルセデス・AMG GT3のように市販車に用いられていないエンジン（M159）への換装や、ポルシェ・911 GT3R(991.2)などのように市販車に用いられていないサスペンション形式の使用など改造のエスカレートが進んだ事から、コスト高騰に対応する形で、2022年以降の新規定では禁止される。
しかし車両価格はレギュレーション規定当初3,000万円程度だったが、現在はワークス競争の激化から5,000万円〜8,000万円まで高騰しており、より安価なTCRやGT4、LMP2に移行するプライベーターも出始めている。

## 掛け持ち参戦問題
下記のように、現在ではGT3マシンが参戦可能なレースが世界的に多数存在し、特にレース数の多いヨーロッパでは1台のマシンを複数のレースシリーズで使い回すことも多く行われている。レース数が多くなれば1レース当たりの参戦コストが低下し、自らマシンを所有しないドライバーでもレンタル等でマシンを確保してレースに参戦することが容易になるほか、メンテナンスガレージでも車両レンタルやマシンメンテナンスにより新たな収入を得られるというメリットが有る。
ただレース主催者側から見た場合、複数のレースシリーズに同じマシンが出走することは「他のレースで走行データを得ることは事実上テストを兼ねることになり、他のチームに比べ有利になる」という問題をはらむ。実際、コスト抑制のためにシーズン中のテスト走行に制限をかけるレースシリーズも多い。さらに、他のレースとのエントラントの取り合いとなり、その結果エントラントが減る可能性もある。これらの理由から、日本のSUPER GT・GT300クラスでは、同クラスに参戦するマシンの他シリーズへの掛け持ち参戦を原則として認めていない。
これに対し、せっかくエントラントの融通が利くのにその可能性を潰してしまうのは問題があるとして、元SUPER GTチャンピオンの竹内浩典などの一部のドライバーや、GT3マシンを所有しているジェントルマンドライバーからは不満の声もある。特に竹内は、2014年よりGT3マシンによる新シリーズとして「スーパーカーレースシリーズ」（SCR）を立ち上たものの、SUPER GTを主催するGTAと対立することとなったため、2014年に関してはSUPER GTへの参戦を見送らざるを得なくなってしまった。その後SCRは2018年限りで中止となり、2016年にはSUPER GTにも復帰参戦している。

## 参戦可能なレース一覧

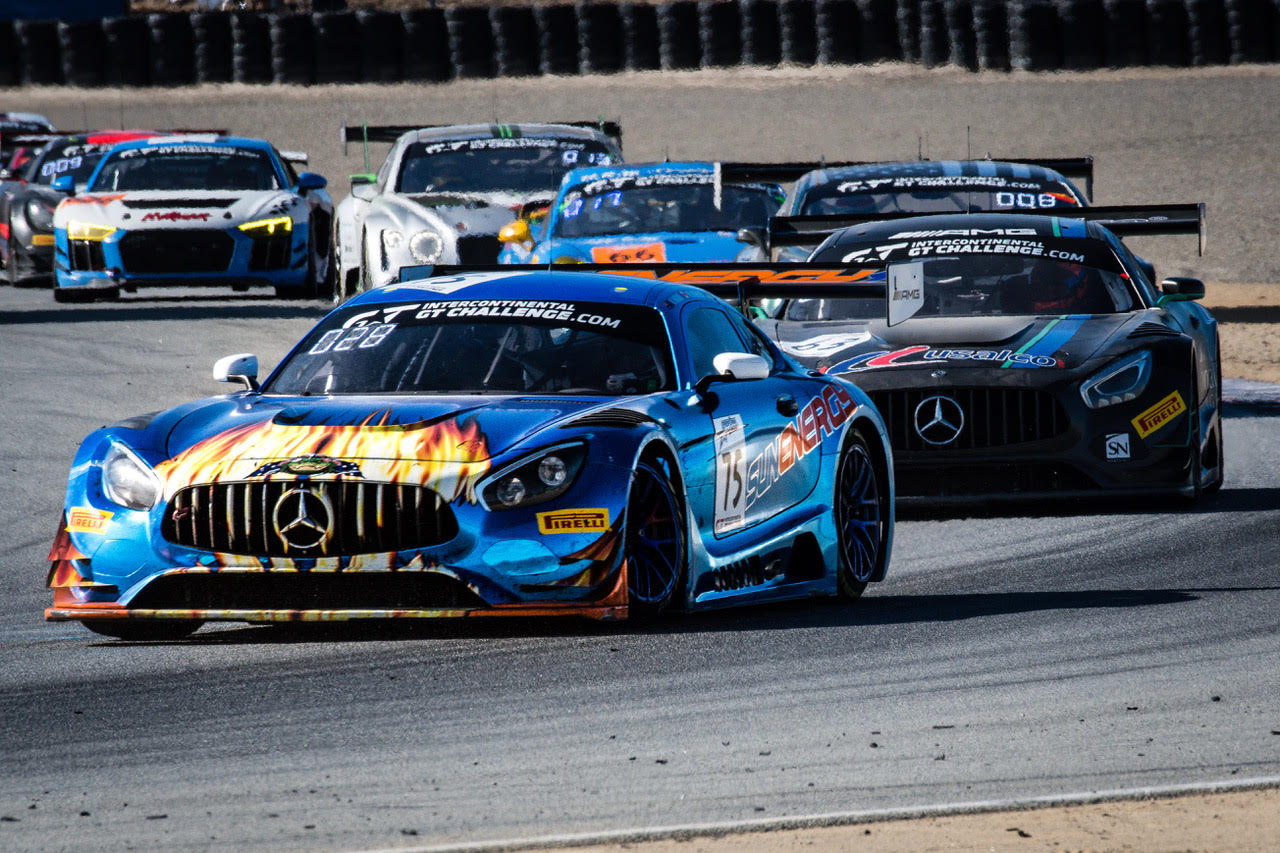
インターコンチネンタルGTチャレンジ、2018年最終戦・カリフォルニア8時間

### 有力耐久レース
- デイトナ24時間
- スパ24時間
- ニュルブルクリンク24時間
- セブリング12時間
- プチ・ル・マン
- 鈴鹿1000km/鈴鹿10時間
- バサースト12時間（英語版）
- ドバイ24時間
- 富士24時間

### 有力スプリントレース
- FIA GTワールドカップ

### シリーズ戦
- インターコンチネンタルGTチャレンジ
- GTワールドチャレンジ・ヨーロッパ
- GTワールドチャレンジ・アジア
- IMSA スポーツカー選手権
- ヨーロピアン・ル・マン・シリーズ
- アジアン・ル・マン・シリーズ
- ミシュラン・ル・マン・カップ
- ピレリ・ワールド・チャレンジ
- クレベンティック・24Hシリーズ
- インターナショナルGTオープン（旧スペインGT）
- GT3アジアチャレンジ
- SUPER GT
- スーパー耐久
- ADAC GTマスターズ（ドイツ）
- FFSA GT Tour（フランス）
- オーストラリアGT選手権
- ベルギーGT選手権（旧Belcar）
- ブラジルGT選手権
- 英国GT選手権
- イタリアGT選手権
- スペインGT選手権
- FIA 世界耐久選手権（2024年 - ）

## ホモロゲーション取得車両一覧
| 取得ナンバー | メーカー           | 車種                                       | 画像 | 出典・備考       |
| ------------ | ------------------ | ------------------------------------------ | ---- | ---------------- |
| GT-001       | マセラティ         | クーペ グランスポーツ ライト               |      |                  |
| GT-002       | ダッジ             | バイパー コンペティション クーペ           |      |                  |
| GT-003       | アストンマーティン | DBRS9                                      |      |                  |
| GT3-004      | ランボルギーニ     | ガヤルド LP520 GT3                         |      |                  |
| GT3-005      | シボレー           | コルベット Z06.R GT3                       |      |                  |
| GT3-006      | アスカリ           | KZ1-R GT3                                  |      |                  |
| GT3-007      | ポルシェ           | 911 GT3 カップ                             |      | 2006年モデルのみ |
| GT3-008      | ヴェンチュリー     | GT3 ヘリテージ                             |      |                  |
| GT3-009      | フェラーリ         | F430 GT3                                   |      |                  |
| GT3-010      | フォード           | マスタング FR500 C GT                      |      |                  |
| GT3-011      | フォード           | GT GT3                                     |      |                  |
| GT3-012      | ジャガー           | XKR GT3                                    |      |                  |
| GT3-013      | モーガン           | エアロ8 GT3                                |      |                  |
| GT3-014      | ロータス           | エキシージ GT3                             |      |                  |
| GT3-015      | ポルシェ           | 911 GT3 カップS                            |      |                  |
| GT3-016      | フォード           | GT GT3                                     |      |                  |
| GT3-017      | アウディ           | R8 LMS                                     |      |                  |
| GT3-017      | アウディ           | R8 LMS ultra 2012                          |      |                  |
| GT3-018      | BMWアルピナ        | B6 GT3                                     |      |                  |
| GT3-019      | フェラーリ         | F430 スクーデリア GT3                      |      |                  |
| GT3-020      | ダッジ             | バイパー コンペティション クーペ シリーズ2 |      |                  |
| GT3-021      | ジャガー           | XKR-S GT3                                  |      |                  |
| GT3-022      | モーガン           | エアロ スーパースポーツ GT3                |      |                  |
| GT3-023      | BMW                | Z4 GT3                                     |      |                  |
| GT3-024      | ランボルギーニ     | ガヤルド LP600+ GT3                        |      |                  |
| GT3-024      | ランボルギーニ     | ガヤルド FL2 GT3 2013                      |      |                  |
| GT3-024      | ランボルギーニ     | ガヤルド R-EX 2015                         |      |                  |
| GT3-025      | ポルシェ           | 911 GT3 R                                  |      |                  |
| GT3-026      | シボレー           | キャラウェイ コルベット Z06R GT3           |      |                  |
| GT3-027      | フォード           | マスタング VDS GT3                         |      |                  |
| GT3-028      | メルセデス         | SLS AMG GT3                                |      |                  |
| GT3-029      | フェラーリ         | 458 イタリア GT3                           |      |                  |
| GT3-030      | 日産               | GT-R NISMO GT3                             |      |                  |
| GT3-030      | 日産               | GT-R NISMO GT3 Evo 2013                    |      |                  |
| GT3-030      | 日産               | GT-R NISMO GT3 Evo 2015                    |      |                  |
| GT3-031      | マクラーレン       | MP4-12C GT3                                |      |                  |
| GT3-032      | アストンマーティン | V12 ヴァンテージ GT3                       |      |                  |
| GT3-033      | シボレー           | カマロ GT3                                 |      |                  |
| GT3-034      | マセラティ         | グラントゥーリズモ MC GT3                  |      |                  |
| GT3-035      | ベントレー         | コンチネンタル GT3                         |      |                  |
| GT3-036      | ダッジ             | バイパー GT3-R                             |      |                  |
| GT3-037      | マクラーレン       | 650S GT3                                   |      |                  |
| GT3-038      | アウディ           | R8 LMS                                     |      | 第2世代          |
| GT3-038      | アウディ           | R8 LMS Evo 2019                            |      | 第2世代          |
| GT3-038      | アウディ           | R8 LMS Evo II 2022                         |      | 第2世代          |
| GT3-039      | キャデラック       | ATS-V.R GT3                                |      |                  |
| GT3-040      | ランボルギーニ     | ウラカン GT3                               |      |                  |
| GT3-040      | ランボルギーニ     | ウラカン GT3 Evo 2019                      |      |                  |
| GT3-041      | ポルシェ           | 911 GT3 R                                  |      |                  |
| GT3-041      | ポルシェ           | 911 GT3 R Evo 2018                         |      |                  |
| GT3-042      | メルセデスAMG      | GT3                                        |      |                  |
| GT3-042      | メルセデスAMG      | GT3 Evo 2020                               |      |                  |
| GT3-043      | BMW                | M6 GT3                                     |      |                  |
| GT3-043      | BMW                | M6 GT3 Evo 2018                            |      |                  |
| GT3-044      | フェラーリ         | 488 GT3                                    |      |                  |
| GT3-044      | フェラーリ         | 488 GT3 Evo 2018                           |      |                  |
| GT3-044      | フェラーリ         | 488 GT3 Evo 2020                           |      |                  |
| GT3-045      | シボレー           | キャラウェイ コルベット C7 GT3-R           |      |                  |
| GT3-046      | トヨタ             | レクサス RC F GT3                          |      |                  |
| GT3-047      | ホンダ             | アキュラ NSX GT3                           |      |                  |
| GT3-047      | ホンダ             | アキュラ NSX GT3 Evo 2019                  |      |                  |
| GT3-047      | ホンダ             | アキュラ NSX GT3 Evo 2022                  |      |                  |
| GT3-048      | 日産               | GT-R NISMO GT3                             |      | 第2世代          |
| GT3-048      | 日産               | GT-R NISMO GT3 Evo 2020                    |      | 第2世代          |
| GT3-049      | ベントレー         | コンチネンタル GT3                         |      | 第2世代          |
| GT3-050      | ポルシェ           | 911 GT3 R                                  |      |                  |
| GT3-051      | アストンマーティン | ヴァンテージ AMR GT3                       |      | 第2世代          |
| GT3-051      | アストンマーティン | ヴァンテージ AMR GT3 Evo 2024              |      | 第2世代          |
| GT3-052      | マクラーレン       | 720S GT3                                   |      |                  |
| GT3-052      | マクラーレン       | 720S GT3 Evo 2023                          |      |                  |
| GT3-053      | BMW                | M4 GT3                                     |      |                  |
| GT3-053      | BMW                | M4 GT3 Evo                                 |      |                  |
| GT3-054      | ランボルギーニ     | ウラカン GT3 Evo 2                         |      |                  |
| GT3-055      | ポルシェ           | 911 GT3 R                                  |      |                  |
| GT3-056      | フェラーリ         | 296 GT3                                    |      |                  |
| GT3-056      | フェラーリ         | 296 GT3 Evo                                |      |                  |
| GT3-057      | シボレー           | コルベット Z06 GT3.R                       |      |                  |
| GT3-058      | フォード           | マスタング GT3                             |      |                  |
| GT3-XXX      | メルセデスAMG      | GT3                                        |      | 第2世代          |
| GT3-XXX      | ランボルギーニ     | テメラリオ GT3                             |      |                  |